# Фарсі (острів)
Фарсі (перс. جزیره فارسی, трансліт. jazīreye fârsī) — крихітний безплідний іранський острів у Перській затоці, що адміністративно належить остану Бушир. На острові знаходиться база ВМС КВІР. Острів має площу близько 0,25 км², і доступ до нього закритий. Центр острова Фарсі розташований на 27° 59' 36" північної широти та 50° 10' 22" східної довготи. Його максимальна висота становить 4 метри. Слово фарсі означає «перський».
Наприкінці 1980-х років, під час фази «танкерної війни» у ході ірано-іракської війни, КВІР використовував швидкісні катери для нападу з острова Фарсі на судна Іраку та його союзників, включаючи Кувейт. США ввели в зону Перської затоки свої військово-морські та спеціальні сили, щоб захистити поставки кувейтської нафти. Іран встановив морські міни поблизу острова Фарсі на шляху проходження конвоїв з нафтою. 24 липня 1987 року кувейтський танкер «Ель-Рекка» під американським прапором, як «Бріджтон» у супроводженні кораблів ВМС США підірвався на морській міні, яку встановили іранські бійці «Пасдаран», на відстані 32 км західніше острова Фарсі.